# Ábú

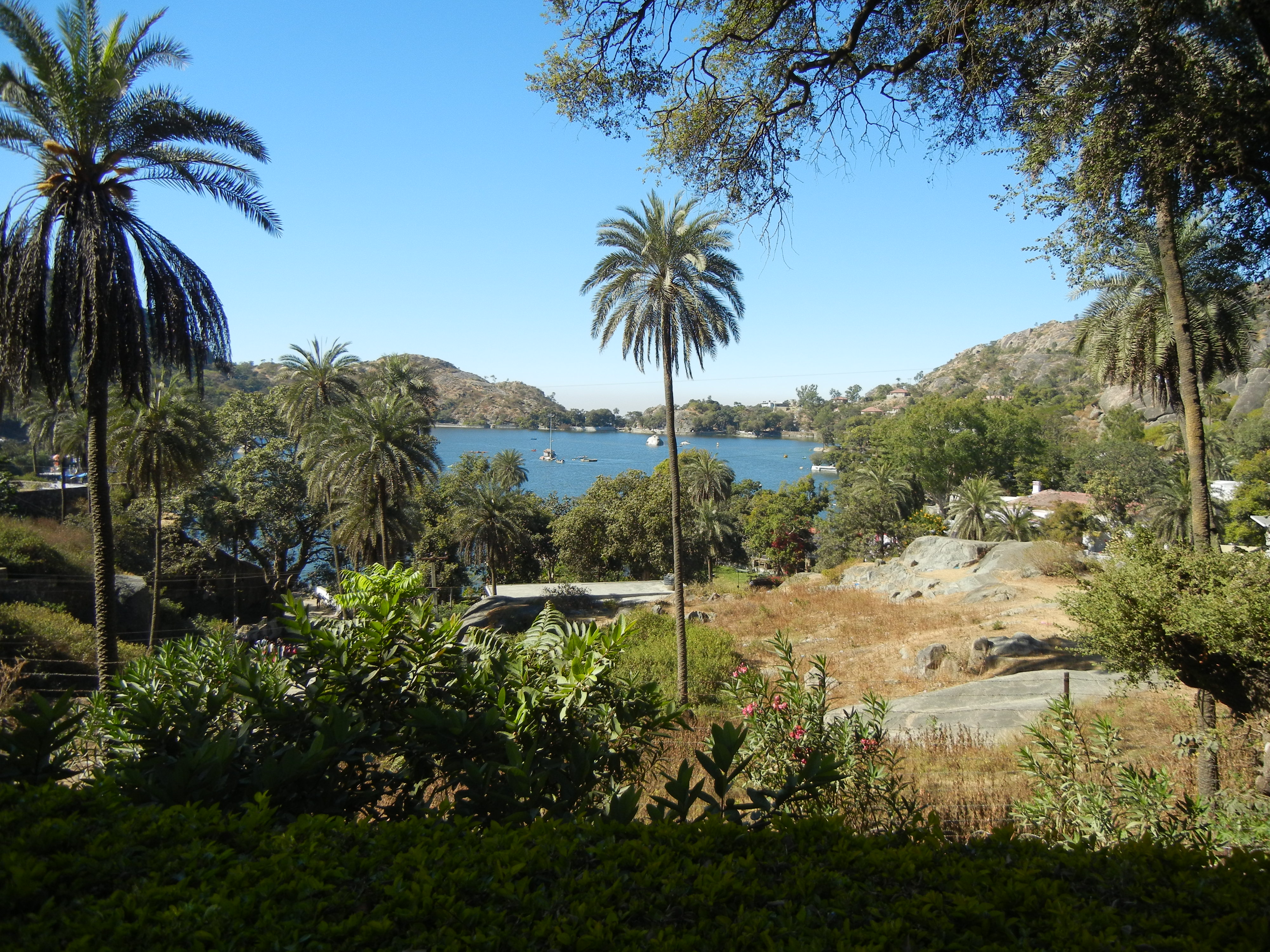
Výhled na jezero Nakki, Mount Ábú a Rádžasthán

Ábú (přepisovány i Ábu nebo Abú) nebo Mount Ábú je nejvyšší skupina horského pásma Aravali. Nachází se v jižní části indického Rádžastánu, přičemž patří k jeho geologicky nejstarším částem. Přestože se území nachází v suché oblasti, je bohaté na srážky (více než 1600 mm ročně). Nejvyšší vrcholem skupiny je Gurušikhar s 1 721 m n. m. Hora tvoří výraznou skalní plošinu 22 km dlouhou a 9 km širokou. Jedná se o oázu v poušti. Vzhledem k výšce je zde mnoho řek, jezer, vodopádů se zelenými lesy. Nejbližší železniční stanice je Abu Road, která se nachází 27 km daleko.